# Austin Stowell
Austin Miles Stowell (Kensington, 24 dicembre 1984) è un attore statunitense.

## Biografia
Nato e cresciuto a Kensington, Connecticut, figlio di Robert, un metalmeccanico in pensione, ed Elizabeth Stowell, insegnante. Ha due fratelli; Dan e Ryan. Si è diplomato alla Berlin High School nel 2003. Successivamente ha studiato presso l'Università del Connecticut a Storrs, Connecticut, con l'intento di diventare attore ha frequentato il Dipartimento di Arte Drammatica, una divisione della School of Fine Arts.
Inizia a farsi conoscere grazie al ruolo di Jesse nella serie televisiva La vita segreta di una teenager americana. Nel 2011 recita nel film L'incredibile storia di Winter il delfino e nel sequel del 2014. Nel 2013 recita al fianco di Liam Hemsworth e Teresa Palmer in Love and Honor, l'anno seguente recita nel pluripremiato Whiplash, vincitore di tre premi Oscar. Nel 2015 fa parte del cast della serie televisiva di TNT Public Morals e ottiene una parte ne Il ponte delle spie di Steven Spielberg, mentre nel 2017 recita in Stratton - Forze speciali e in La battaglia dei sessi.

## Filmografia

### Cinema
- Puncture, regia di Adam Kassen e Mark Kassen (2011)
- L'incredibile storia di Winter il delfino (Dolphin Tale), regia di Charles Martin Smith (2011)
- Love and Honor, regia di Danny Mooney (2013)
- Whiplash, regia di Damien Chazelle (2014)
- Warren, regia di Alex Beh (2014)
- Comportamenti molto... cattiviI (Behaving Badly), regia di Tim Garrick (2014)
- L'incredibile storia di Winter il delfino 2 (Dolphin Tale 2), regia di Charles Martin Smith (2014)
- Il ponte delle spie (Bridge of Spies), regia di Steven Spielberg (2015)
- In Dubious Battle - Il coraggio degli ultimi (In Dubious Battle), regia di James Franco (2016)
- Colossal, regia di Nacho Vigalondo (2016)
- Stratton - Forze speciali (Stratton), regia di Simon West (2017)
- La battaglia dei sessi (Battle of the Sexes), regia di Jonathan Dayton e Valerie Faris (2017)
- 12 Soldiers (12 Strong), regia di Nicolai Fuglsig (2018)
- Higher Power, regia di Matthew Charles Santoro (2018)
- Swallow, regia di Carlo Mirabella-Davis (2019)
- Fantasy Island, regia di Jeff Wadlow (2020)
- Ti odio, anzi no ti amo (The Hating Game), regia di Peter Hutchings (2021)

### Televisione

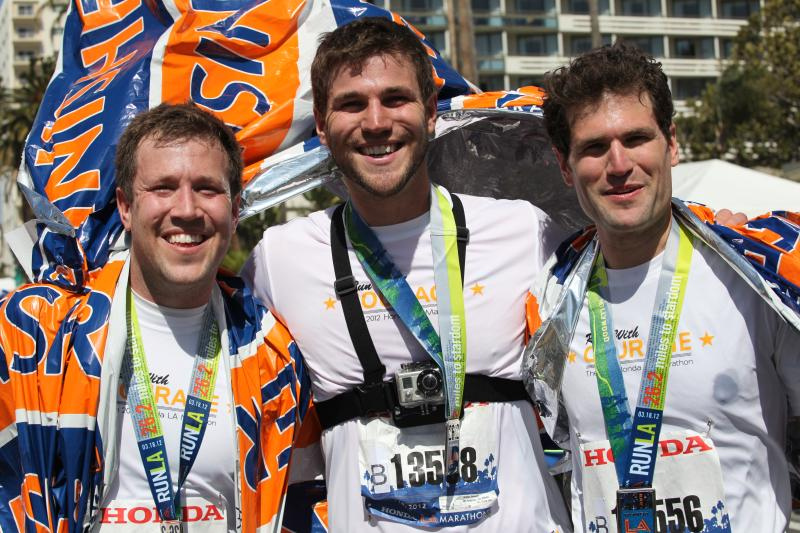
Austin Stowell (al centro) assieme ai fratelli Dan e Ryan.

- Secret Girlfriend – serie TV, 1 episodio (2009)
- 90210 – serie TV, 1 episodio (2010)
- NCIS: Los Angeles – serie TV, 1 episodio (2010)
- La vita segreta di una teenager americana (The Secret Life of the American Teenager) – serie TV, 17 episodi (2009-2011)
- Dietro i candelabri (Behind the Candelabra) – film TV, regia di Steven Soderbergh (2013)
- Il cammino dei ricordi (Shuffleton's Barbershop) – film TV, regia di Mark Jean (2013)
- Public Morals – serie TV, 10 episodi (2015)
- Catch-22, regia di Grant Heslov, Ellen Kuras e George Clooney – miniserie TV, 5 puntate (2019)
- Storie incredibili (Amazing Stories) – serie TV, episodio 1x05 (2020)
- The White Lotus – serie TV, episodio 1x06 (2021)
- A Friend of the Family – miniserie TV, 6 puntate (2022)
- Three Women – serie TV, 4 episodi (2024)
- NCIS: Origins – serie TV (2024-2025)

## Doppiatori italiani
Nelle versioni in italiano delle opere in cui ha recitato, Austin Stowell è stato doppiato da:
- Marco Vivio in L'incredibile storia di Winter il delfino, L'incredibile storia di Winter il delfino 2, Colossal, NCIS: Origins
- Francesco Venditti ne Il ponte delle spie, La battaglia dei sessi
- Andrea Mete in Love and Honor
- Riccardo Rossi in Stratton - Forze speciali
- Edoardo Stoppacciaro in Catch-22
- Emanuele Ruzza in Fantasy Island
- Andrea Beltramo in Swallow